# Іссуф Сіссоко
Іссуф Сіссоко (фр. Issouf Sissokho, нар. 30 січня 2002, Бамако) — малійський футболіст, півзахисник французького клубу «Бордо».
Виступав за молодіжну збірну Малі.

## Клубна кар'єра
Народився 30 січня 2002 року в місті Бамако. Вихованець футбольної академії «Дербі Академі».
2020 року перебрався до Франції, приєднавшись до клубної системи «Бордо». Спочатку грав за його другу команду на рівні Національного чемпіонату 3.
З 2021 року почав залучатися до складу головної команди «Бордо». Основним її гравцем став перед початком сезону 2023/24, який «Бордо» проводив у другому французькому дивізіоні. 

## Виступи за збірну
2019 року залучався до складу молодіжної збірної Малі. На молодіжному рівні зіграв у 6 офіційних матчах.
2024 року включений до заявки олімпійської збірної Малі для участі у футбольному турнірі на тогорічних Олімпійських іграх у Парижі.

## Статистика виступів

### Статистика клубних виступів
Станом на 5 листопада 2023
| Сезон               | Команда             | Чемпіонат           | Чемпіонат | Чемпіонат | Національний кубок | Національний кубок | Національний кубок | Континентальні кубки | Континентальні кубки | Континентальні кубки | Інші змагання | Інші змагання | Інші змагання | Усього | Усього | Усього |
| Сезон               | Команда             | Ліга                | Ігор      | Голів     | Ліга               | Ігор               | Голів              | Ліга                 | Ігор                 | Голів                | Ліга          | Ігор          | Голів         | Ігор   | Голів  |        |
| ------------------- | ------------------- | ------------------- | --------- | --------- | ------------------ | ------------------ | ------------------ | -------------------- | -------------------- | -------------------- | ------------- | ------------- | ------------- | ------ | ------ | ------ |
| 2019–20             | «Бордо-2»           | НЧ3                 | 2         | 0         |                    | -                  | -                  |                      | -                    | -                    |               | -             | -             | 2      | 0      |        |
| 2020–21             | «Бордо-2»           | НЧ3                 | 3         | 0         |                    | -                  | -                  |                      | -                    | -                    |               | -             | -             | 3      | 0      |        |
| 2021–22             | «Бордо-2»           | НЧ3                 | 4         | 0         |                    | -                  | -                  |                      | -                    | -                    |               | -             | -             | 4      | 0      |        |
| Усього за «Бордо-2» | Усього за «Бордо-2» | Усього за «Бордо-2» | 9         | 0         |                    | 0                  | 0                  |                      | -                    | -                    |               | -             | -             | 9      | 0      |        |
| 2020–21             | «Бордо»             | Л1                  | 6         | 1         | КФ                 | 0                  | 0                  |                      | -                    | -                    |               | -             | -             | 6      | 1      |        |
| 2021–22             | «Бордо»             | Л1                  | 7         | 0         | КФ                 | 1                  | 1                  |                      | -                    | -                    |               | -             | -             | 8      | 1      |        |
| 2022–23             | «Бордо»             | Л2                  | 14        | 0         | КФ                 | 2                  | 0                  |                      | -                    | -                    |               | -             | -             | 16     | 0      |        |
| 2023–24             | «Бордо»             | Л2                  | 8         | 0         | КФ                 | -                  | -                  |                      | -                    | -                    |               | -             | -             | 8      | 0      |        |
| Усього за «Бордо»   | Усього за «Бордо»   | Усього за «Бордо»   | 35        | 1         |                    | 3                  | 1                  |                      | -                    | -                    |               | -             | -             | 38     | 2      |        |
| Усього за кар'єру   | Усього за кар'єру   | Усього за кар'єру   | 44        | 1         |                    | 3                  | 1                  |                      | -                    | -                    |               | -             | -             | 47     | 2      |        |

## Титули і досягнення
- Володар Кубка Тото (1):

«Маккабі» (Тель-Авів): 2024–25
- Чемпіон Ізраїлю (1):

«Маккабі» (Тель-Авів): 2024–25